# Асташев, Николай Илларионович
Николай Илларионович Асташев (1897—1941) — советский актёр театра и кино. Журналист, сотрудник ТАСС.

## Биография
Николай Асташев родился в 1897 году в семье однодворцев. 
Отец Илларион Дмитриевич Асташев (в ряде источников Осташев) был служащим жандармского управления г. Самара, Самарской губернии. Его отец, дед Николая, Дмитрий Илларионович был из семьи однодворцев. 
Мать Евдокия Ивановна. 
В семье было шестеро детей. У Николая было три сестры и два брата. 
До революции участвовал в различных студенческих театральных постановках. В 1919 году начал работать в сфере журналистики. По заданию парторганизации Владивостока начал издавать газету «Крестьянская Правда». Газета просуществовала два или три месяца. В 1920 году Николай Илларионович работал корреспондентом в газете «Красное знамя» которой руководил Насимович-Чужак Н. Ф.. В конце 1920 года покинул ДВР. В 1922 году в Киеве познакомился со своей будущей женой Шигонской Агнией Ивановной. В 1924 у них родилась дочь Майя, в 1933 — сын Игорь. Работал в ТАСС с 1936 по 1940 год. В 1938 снялся в эпизоде в фильме «Великий гражданин».
Очень дружил с детским писателем И. И. Бондаренко (познакомились они в поезде при следующих обстоятельствах: Иван Иванович случайно прострелил Николаю Илларионовичу ногу). Они вместе работали над книгой «Смерть титана» о смерти Льва Николаевича Толстого. Перед самой войной был уволен из ТАСС.
Поступил в Театр имени Ленинградского Совета. Участвовал в нескольких театральных постановках, в том числе по О. Уайльду «Идеальный муж».
После начала войны продолжал работать в театре. В конце июля и начале августа участвовал в строительстве укреплений вокруг Ленинграда. Скончался 5 декабря 1941 года от голода в блокадном Ленинграде. Похоронен в Ленинграде на территории Московского парка Победы.

## Творчество

### Фильмография
- 1939 — Великий гражданин — эпизодическая роль

### Театральные работы
- А. Н. Островский «Бесприданница» (1940)
- О. Уайльд. «Идеальный муж» (1940)
- А. Дюма. «Дама с камелиями» (сезон 1941/42, в блокадном Ленинграде)